# Prostitution i Nederländerna

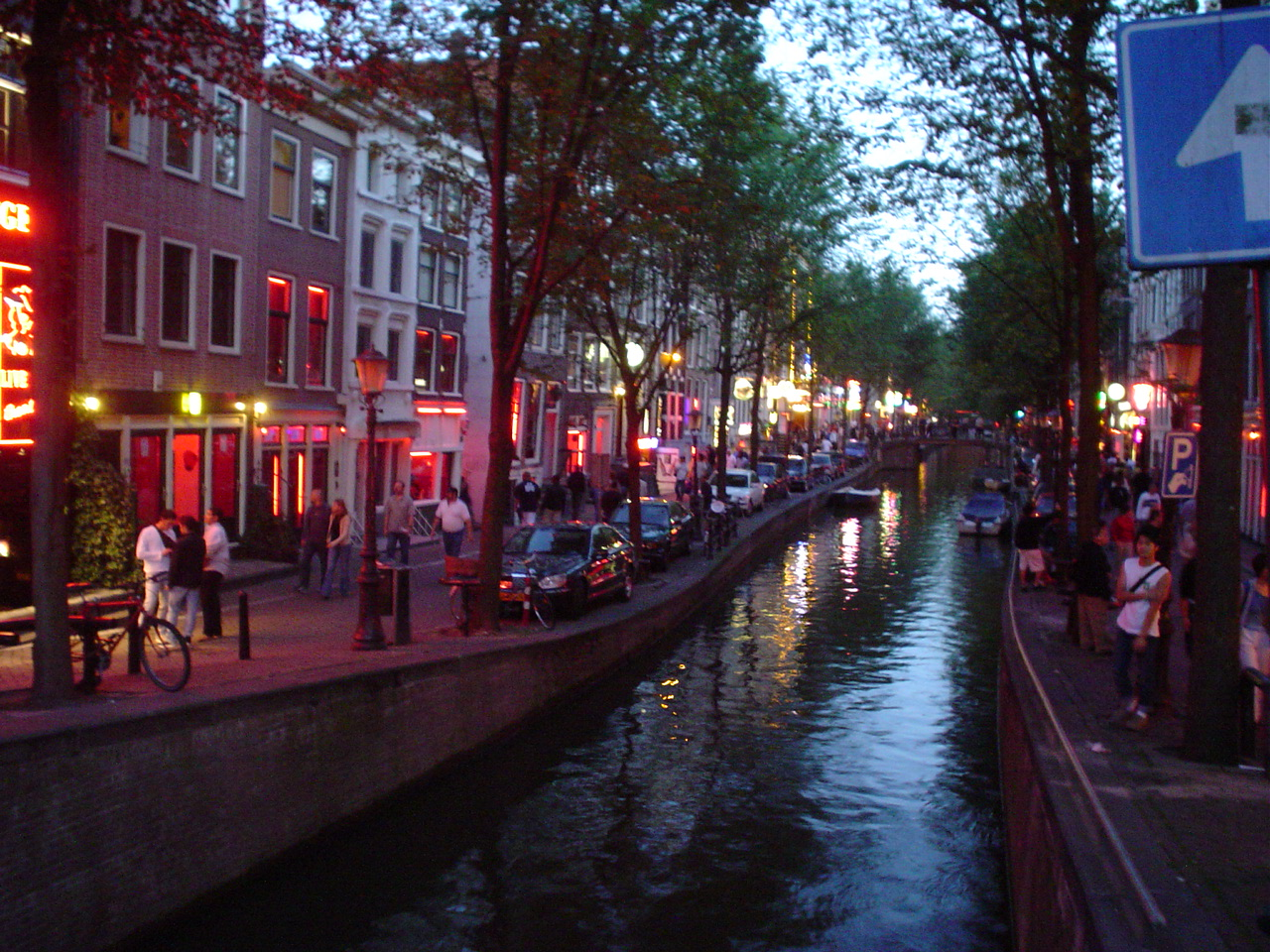
De Wallen i Amsterdam, det mest kända prostitutionsstråket i landet.

Under medeltiden accepterades prostitution som skamligt men nödvändigt för att förhindra våldtäkt på icke prostituerade kvinnor, och varje stads myndigheter beskattade och reglerade prostitutionen, som ofta förvisades till vissa reserverade delar av staden. De prostituerade ansågs nödvändiga för att män skulle få utlopp för sina behov och skydda andra kvinnor från våldtäkt, men betraktades som skamliga, en syn som kvarstod i sekler. Sedan Nederländerna förenats till ett land och utropat sin självständighet 1579, fortsatte prostitutionen att regleras av de enskilda städernas myndigheter snarare än landets lag. Acceptansen började minska under 1700-talet. 
Den reglementerade prostitutionen, med registrering och regelbundna tvångsundersökningar av prostituerade efter fransk modell, infördes av fransmännen under Napoleons ockupation av Nederländerna 1810. Under 1800-talet organiserade kvinnorörelsen sig för ett avskaffandet av den reglementerade prostitutionen, som de såg som en illustration av den sexuella dubbelmoralen, och tvångsundersökningarna, som de såg som ett övergrepp. 1911 förbjöds den reglementerade prostitutionen, liksom bordeller och hallickverksamhet. Prostitution som sådan förbjöds dock aldrig, och 1988 klassificerades prostitution uttryckligen som ett yrke. 
Sedan år 2000 är prostitution liksom bordellverksamhet helt legaliserat i Nederländerna. De Wallen i Amsterdam är det mest kända prostitutionsstråket i landet. 
Landet har även infört möjligheten till ekonomiskt stöd för funktionshindrades köp av sexuella tjänster (upp till månatligen förekommande). Sexuell tilfredsställelse ses av samhället som en viktig del av en funktionshindrads välbefinnande, och vikten av god sexuell hälsa stöds också av WHO:s program för Sexuell och reproduktiv hälsa och rättigheter. Denna typ av tjänsteutövande definieras i landet som sexzorg ('sexvård'), och på svenska har motsvarande tjänsteutövare i debatten benämnts som sexsamariter.
Attityden till lagligt sexköp bland allmänheten i Nederländerna är generellt accepterande, i likhet med i grannlandet Tyskland. När man undersökt synen på prostitution i relation till jämställdhet, är nederländare mer toleranta till sexköp desto högre de prioriterar jämställdhet. Förhållandet i bland annat Sverige och Norge är det motsatta.